# Kalāteh-ye Now Bahār
Kalāteh-ye Now Bahār är en ort i Iran.   Den ligger i provinsen Khorasan, i den nordöstra delen av landet, 600 km öster om huvudstaden Teheran. Kalāteh-ye Now Bahār ligger 1 136 meter över havet och antalet invånare är 779.
Terrängen runt Kalāteh-ye Now Bahār är platt.Runt Kalāteh-ye Now Bahār är det ganska glesbefolkat, med 29 invånare per kvadratkilometer. Kalāteh-ye Now Bahār är det största samhället i trakten. Omgivningarna runt Kalāteh-ye Now Bahār är i huvudsak ett öppet busklandskap.